# بوش (مغني)
بوش (بالفرنسية: Bosh)‏ من مواليد عام 26 مايو 1992 في أور ولوار، فرنسا. وهو مغني راب فرنسي من أصل كونغولي نشأ في إحدى ضواحي باريس الغربية. وهو متخصص في موسيقى الراب في الشوارع ويتعامل مع مواضيع المخدرات والعنف ومشاكل الشباب.

## روابط خارجية
- بوش (مغني) على موقع IMDb (الإنجليزية)
- بوش (مغني) على موقع ألو سيني (الفرنسية)
- بوش (مغني) على موقع ديسكوغز (الإنجليزية)